# Haemophilus
Haemophilus é um gênero de bactérias cocobacilares, pleomórficas, Gram-negativas, aeróbio ou anaeróbicos facultativos, imóveis, que pertencem à família Pasteurellaceae. O gênero inclui organismos que são flora normal de humanos e algumas espécies patogênicas significativas, tais como H. influenzae que  causa septicemia e meningite bacteriana em crianças e o H. ducreyi que causa cancroide. Podem possuir cápsula de polissacarídeos e possuem tamanho de cerca de 1um (micrometro).

## Cultivo
Crescem bem em ágar chocolate, pois suas espécies necessitam nicotinamida (factor V) e/ou hemia (factor X) para crescer. Frequentemente formam colônias satélites a grandes colônias de Staphylococcus para se alimentar dos produtos destas colônias.